# Aritella fulviceps
Aritella fulviceps är en insektsart som först beskrevs av Mjoberg 1913.  Aritella fulviceps ingår i släktet Aritella och familjen syrsor. Inga underarter finns listade i Catalogue of Life.